# Gabriele Mirabassi

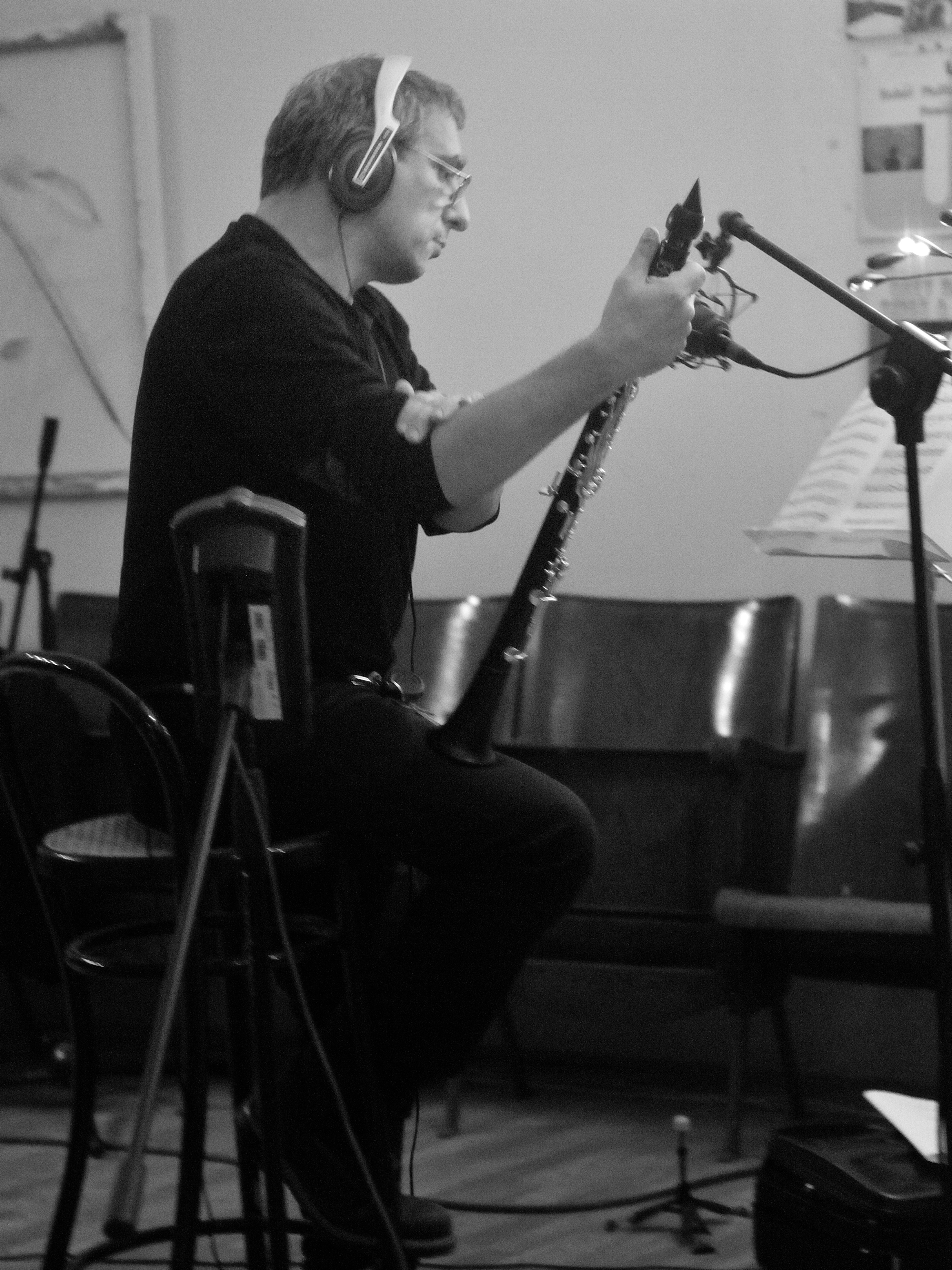

Gabriele Mirabassi (Perugia, 16 de Setembro de 1967) é um clarinetista italiano. Graduou-se no conservatório Morlacchi, na sua cidade natal. Formou seu próprio quarteto de jazz em 1989. Dedica-se à música contemporâneã e é um dos fundadores do Artisanat Furteux Ensemble. Foi ainda membro do grupo do jazzista libanês Rabih Abou-Khalil. Mirabassi já tocou nos maiores festivais de jazz da Itália e excursionou ao redor do mundo.
Em 1996, foi vencedor do prêmio Top Jazz para novos talentos.
Mais recentemente dedicou-se muito à música brasileira. Com Sérgio Assad gravou o disco Velho Retrato, em 1999 e com Guinga gravou Graffiando Vento em 2004. Faz muitas visitas ao Brasil, realizando concertos ao lado de Guinga e de outros músicos brasileiros.
Trabalha regularmente também com artistas italianos como Riccardo Tesi, Gianmaria Testa, Marco Paolini, Mario Brunello e Erri De Luca.

## Discografia
- Coloriage, com Richard Galliano, 1992;
- Pyromaniax, 1993;
- Fiabe, com Stefano Battaglia, 1995;
- Come una volta, com Gianni Coscia, Battista Lena, Enzo Pietropaoli, 1996;
- Duty free, 1997;
- Cambaluc, com Richard Galliano, Battista Lena, Giovanni Mirabassi, Riccardo Tesi, 1997;
- Velho retrato, com Sergio Assad, 1999;
- Lo Stortino, com Luciano Biondini, Francesco D'Auria, Michel Godard, 2000;
- Luna Park, com Giampaolo Casati, Rossano Emili, Massimo Pirone, Roberto Rossi, Pietro Tonolo, 2000;
- 1 - 0 (Una a Zero), com Luciano Biondini, Michel Godard, Patrick Vaillant, 2001;
- Fuori le Mura, 2003;
- Latakia Blend, com Luciano Biondini, Michel Godard, 2004;
- Graffiando Vento, com Guinga, 2004;
- Caito Marcondes Connecting Orchestra, com Caito Marcondes,Arkè String Quartet,Louk Boudensteijn, 2008;
- Miramari, com André Mehmari, 2009.